# Chondropsis arenacea
Chondropsis arenacea är en svampdjursart som först beskrevs av Arthur Dendy 1917.  Chondropsis arenacea ingår i släktet Chondropsis och familjen Chondropsidae.
Artens utbredningsområde är Sydaustralien. Inga underarter finns listade i Catalogue of Life.